# Charles Sheldon
Charles Monroe Sheldon (26 de fevereiro de 1857, Wellsville, Nova Iorque – 24 de fevereiro de 1946) foi um pastor norte-americano da Igreja Congregacional. No final do século XIX, Sheldon desenvolveu uma série de sermões, lidos semanalmente em sua Congregação, que tinham como tema uma análise de quais seriam as decisões de Jesus frente a certas questões morais. Posteriormente, esses sermões foram romanceados no livro Em Seus Passos o Que Faria Jesus?, que viria a se tornar um grande sucesso de vendas.
Faleceu aos 88 anos. Foi sepultado no Mount Hope Cemetery, Topeka, Kansas no Estados Unidos.